# 姚士璋
姚士璋（1855年—？），原名槱，字厚载，号棫卿。浙江省杭州府仁和縣人，清朝政治人物、書法家。

## 生平
光緒十五年（1889年），参加光緒己丑科殿試，登進士二甲79名。同年五月，改翰林院庶吉士。光緒十八年五月，散館，授翰林院編修。曾任海州石室书院山长。

## 著作
工書法，尤善篆書。
姚士璋在海州留有對聯：
有三分水，六分竹，一分屋；
愿花常好，月常圆，人常寿。